# Brooklyn, Connecticut
För andra betydelser, se Brooklyn (olika betydelser).
Brooklyn är en kommun (town) i Windham County i delstaten Connecticut, USA med cirka 7 173 invånare (2000). Den har enligt United States Census Bureau en area på totalt 75,4 km² varav 0,4 km² är vatten.